# Groupe de NGC 4940
Le groupe de NGC 4940 est un trio de galaxies situé dans la constellation du Centaure. La distance moyenne entre ce groupe et la Voie lactée est d'environ 78,0 Mpc (∼254 millions d'al). 

## Membres
Le tableau ci-dessous liste les trois galaxies du groupe indiquées dans l'article de A.M. Garcia paru en 1993.
| Nom        | Class. | Type         | α (J2000.0)   | δ (J2000.0)  | Vitesse radiale (km/s) | m            | Distance (Mpc) | Diamètre (kal) |
| ---------- | ------ | ------------ | ------------- | ------------ | ---------------------- | ------------ | -------------- | -------------- |
| NGC 4940   | Sa     | Spirale      | 13h 05m 00.2s | -47° 14′ 13″ | 5086 ± 32              | 12,3         | 78,8 ± 5,5     | 113            |
| ESO 269-12 | S0?    | Lenticulaire | 12h 56m 40.5s | -46° 55′ 34″ | 5014 ± 13              | 13,36 ± 0,09 | 77,8 ± 5,5     | 134            |
| ESO 269-14 | S0?    | Lenticulaire | 12h 57m 07.0s | -46° 52′ 18″ | 4998 ± 45              | 13,63        | 77,5 ± 5,5     | 174            |

Le site DeepskyLog permet de trouver aisément les constellations des galaxies mentionnées dans ce tableau ou si elles ne s'y trouvent pas, l'outil du site constellation permet de le faire à l'aide des coordonnées de la galaxie. Sauf indication contraire, les données proviennent du site NASA/IPAC.